# كاورو ميتوما
كاورو ميتوما (باليابانية: 三笘 薫؛ مواليد 20 مايو 1997) لاعب كرة قدم ياباني يلعب في مركز الجناح في نادي برشلونة الاسباني و‌منتخب اليابان.

## الإنجازات
كاواساكي فرونتالي
- الدوري الياباني: 2020
- كأس إمبراطور اليابان: 2020
- كأس السوبر الياباني: 2021